# Piscine Jean-Taris
Pour les articles homonymes, voir Jean Taris.
La piscine Jean-Taris est une piscine parisienne, construite au milieu des années 70, située sous le lycée Henri-IV dans le quartier de la Sorbonne du 5e arrondissement de Paris. Son accès se fait au 16, rue Thouin, une adresse qui se situe sur le côté nord-ouest du triangle formé par la place Emmanuel-Levinas.   

## Jean Taris

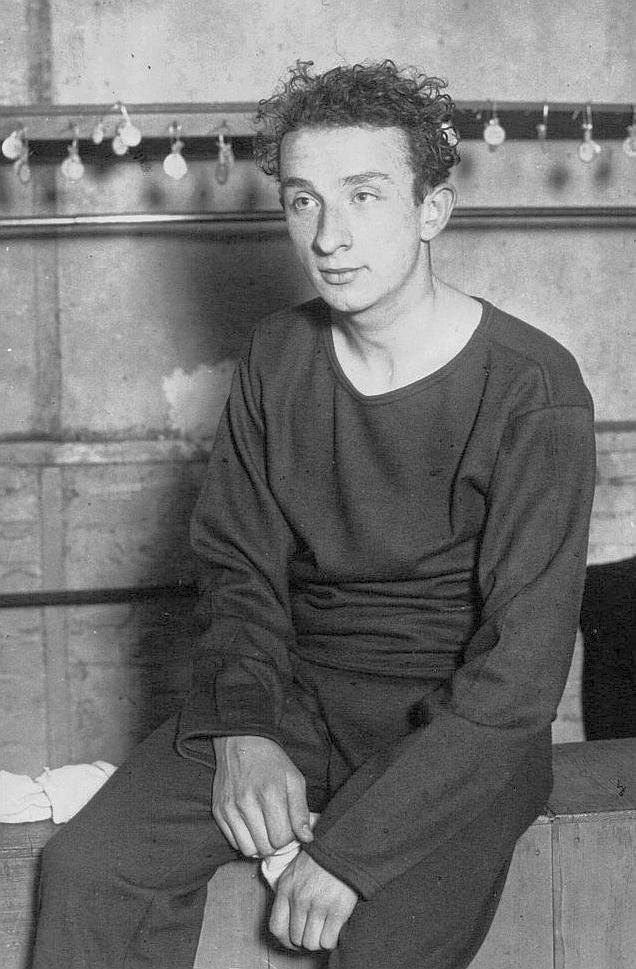
Jean Taris.

Elle porte le nom de Jean Taris (1909-1977), vice-champion olympique du 400 mètres nage libre aux Jeux de Los Angeles en 1932 (à 1/10e de seconde du vainqueur Buster Crabbe), champion d'Europe en 400 et 1500 nage libre en 1934.

## Présentation
La piscine possède un grand bassin de 25 m sur 15 et un petit de 15 m sur 6. La piscine est visible dans le film La Boum, sorti en 1980. 